# 点字新聞

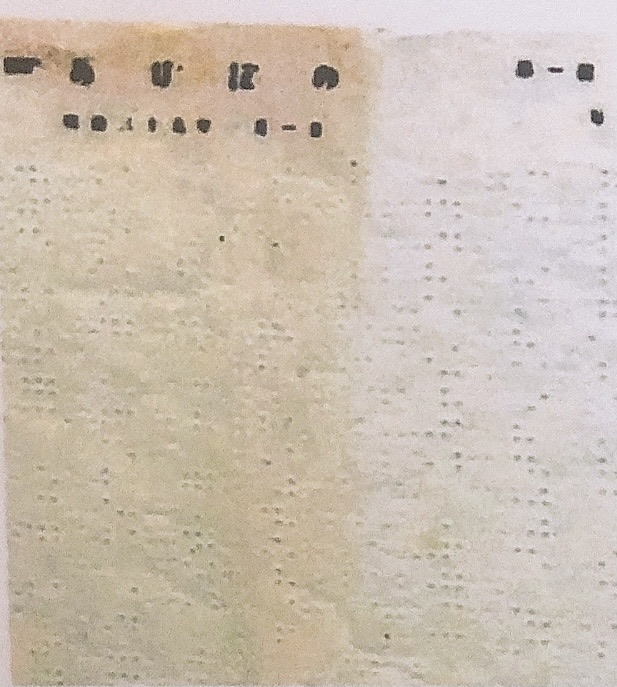
日本初の点字新聞『あけぼの』第一号

点字新聞（てんじしんぶん）とは、点字による新聞である。

## 概要
視覚に障害があっても読むことができる文字「点字」を用いる新聞。日本では1906年（明治39年）1月1日に私立神戸訓盲院（現・兵庫県立視覚特別支援学校）の創立者、左近允孝之進によって初めて発行された「あけぼの」である。
2024年（令和6年）4月現在、日本国内で発行されている点字新聞は「点字毎日」のみである。創刊は1922年（大正11年）。戦時下でも発行を続けた。記事の殆どはオリジナルである。